# رسالة من بيروت (فلم)
رسالة من بيروت هو فيلم وثائقي لبناني من إخراج جوسلين صعب إنتاج عام 1978، في لبنان، أثناء الحرب الأهلية اللبنانية.
في هذا الفيلم، يبرز الأسلوب الذاتي في سرد الحرب من قبل المخرجة، من عنوان الفيلم نلمح هذا الحس الأدبي في الرغبة في الحديث عن الحرب، "الرسالة " كلمة تحمل التواصلي، الشخصي، والذاتي. يُرافق الشريط البصري لهذا الفيلم قراءة لنصوص إيتل عدنان، التي تحضر بأفلام جوسلين في تلك الفترة، كما يظهر أن أفكارها تحضر في وعيها.

## الملخص
في عام 1978، غزا الجيش الإسرائيلي جنوب لبنان. في بيروت، الفلم يتحدث عن حرب الآخرين، وذلك بسبب تمركز جيوش من جميع أنحاء العالم في هذا البلد الصغير لبنان، للدفاع عن المصالح السياسية لمجموعة أو أخرى، على حساب المدنيين. تقرر جوسلين صعب السفر حول بيروت قبل النزول إلى جنوب البلاد لتقديم تقرير عن الوضع.

## عن الفيلم
هذا الفيلم المبتكر والشخصي للغاية هو محاولة من المخرجة للتعايش مع تجربتها في الحرب والأحداث التي زامنتها في لبنان. تبدو جوسلين صعب هنا كشخصية في أحد قصص، تعود إلى بلد ومدينة تعجز عن التعرف إليهما. تجري أحداث الفيلم بين انتقالات دقيقة من الخيال إلى التوثيق، مروراً بسلسلة رسائل ونص كتبته إيتل عدنان، التي كانت قد أطلقت روايتها الست ماري روز قبلها بعام سنة ١٩٧٧، واعتبرتها جوسلين صعب أفضل رواية عن الصراع اللبناني. خلال تنقلها بين بيروت وجنوب لبنان، تتأمل المخرجة البلد وسياساته، والرقابة، مصغية للناس الذين يتحدثون بشكل صريح عن حياتهم وأملهم بالمستقبل. قيل أن الفيلم يقدم مشهداً شاملاً للمجتمع اللبناني ومشكلاته، ويعيد النظر في تاريخ لبنان وعواقب الاحتلال، بينما يظهر حياة الناس اليومية في زمن الحرب.
في هذا الفيلم، أعادت جوسلين صعب تشغيل حافلة كانت تعبر مدينة بيروت بأكملها، على الرغم من الخطوط الفاصلة التي قسمت المدينة آنذاك إلى قسمين.
ومرة أخرى تدعو الشاعرة اللبنانية إيتيل عدنان إلى كتابة الرسالة التي تكون بمثابة تعليق على النص. لقد تعاونوا بالفعل في بيروت، ولن يتكرر ذلك أبدًا.

## الجوائز
رسالة من بيروت" حصل على التانيت البرونزي في مهرجان قرطاج بتونس، كما حصل على جائزة في مهرجان أوبرهاوزن للفيلم الوثائقي بألمانيا عام 1978.كنت أعتقد دائمًا أنني لا أقهر.

## طاقم العمل
- انجاز : جوسلين صعب
- مساعد : نور الميداناني
- تعليق : إيتيل عدنان وجوسلين صعب
- صورة : أوليفييه جوينو
- ها : محمد عوض
- حَشد : فيليب جوسيليت
- مونتاج : بول برتولت
- أغاني : أم كلثوم ( رباعيات الخيام )، مارسيل خليفة ( الجواز)
- إنتاج : جوسلين صعب
- حقوق البث : نسيم ريكاردو
- شكل : الألوان - 1.66:1 - أحادية - 16 ملم

## وصلات خارجية

### الموارد السمعية والبصرية
- الثقافات الأفريقية
- على موقع آي إم دي بي
- قاعدة بيانات الأفلام